# Gleimershausen
Gleimershausen ist ein Ortsteil der Gemeinde Rhönblick in der Rhön im Landkreis Schmalkalden-Meiningen, Thüringen.

## Lage
Der kleine Ort liegt südöstlich von Bettenhausen an der nach Süden zur Sülze abfließenden Hasel.

## Geschichte
Der Ort gehörte zum alten Besitz der Grafschaft Henneberg und befand sich beim Aussterben der Grafen von Henneberg-Schleusingen im Jahr 1583 samt der Niedergerichtsbarkeit in Händen der Herren von Bibra, welche den Ort vom 16. bis zum 18. Jahrhundert besaßen. Die Landeshoheit lag aber beim Amt Maßfeld, wodurch sie seit 1680 den Herzögen von Sachsen-Meiningen oblag.
Im Jahre 1933 hatte das kleine Dorf genau so viele Einwohner (60) wie heute. Am 1. Juli 1950 wurde es in die Gemeinde Haselbach eingegliedert und kam mit dieser am 1. April 1974 nach Hermannsfeld. Durch die Verordnung des Innenministers des Landes Thüringen wurde es zusammen mit Helmershausen zum 1. August 1996 zur Einheitsgemeinde Rhönblick eingemeindet.